# Kokcidióza papoušků
Kokcidióza u papoušků není častá a to zejména vzhledem ke způsobu chovu v domácnosti. Relativně častější je u ptáků chovaných ve voliérách nebo v zoologických zahradách, kam mají přístup volně žijící ptáci. Kokcidióza papoušků může někdy probíhat ze přítomnosti těžkých klinických příznaků (deprese, anorexie, průjem, melena, úhyn), zatímco u jiných ptáků, i s nálezem velkého množství oocyst v jejich trusu, probíhá infekce bez klinických příznaků onemocnění.
U papoušků byly popsány kokcidie z rodů Eimeria, Isospora (oocysta obsahuje 2 sporocysty po 4 sporozoitech) a Sarcocystis (oocysta se 4 sporozoity), např. S. falcatula. Oocysty E. dunsingi jsou vejčité, nemají mikropyle a dosahují velikosti 26-39 x 22-28 µm; patogenita není jasná. E. haematodi má široké vejčité oocysty, velké mikropyle a měří 25-40 x 21-35 µm. Oocysty Isospora psittaculae jsou kulaté až široce eliptické, dosahující velikosti 29-33 x 24-29 µm. Někdy je také popisována I. canaria.